# JR貨物UF14A形コンテナ

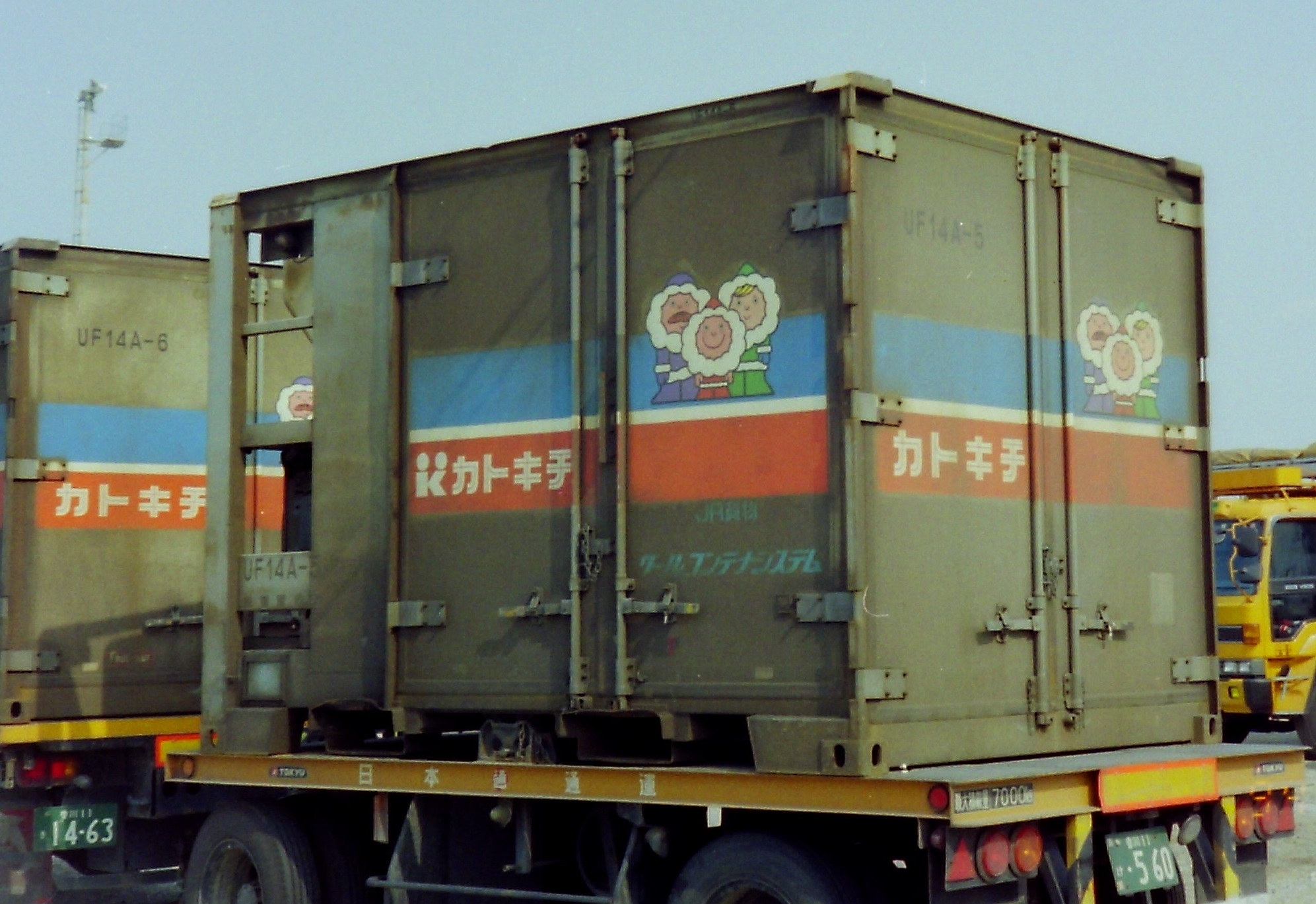
UF14A-5 加ト吉所有。
片妻・片側ｌ字二方向開き。
1994年4月、東京貨物ターミナル駅にて。

UF14A形コンテナ（UF14Aがたコンテナ）は、日本貨物鉄道（JR貨物）輸送用として籍を編入している、12ft 私有コンテナ（冷凍コンテナ）である。

## 概要
本形式の数字部位 「 14 」は、コンテナの容積を元に決定される。このコンテナ容積14 m3の算出は、厳密には端数を四捨五入計算のために、内容積13.5 m3 - 14.4 m3の間に属するコンテナが対象となる
。また形式末尾のアルファベット一桁部位 「 A 」は、コンテナの使用用途（主たる目的または、構造）が 「 非危険物（いわゆる汎用品） 」を表す記号として付与されている。

## 外部サイト
- 個人画像サイト『コンテナの絵本』内、UF14A項目を参照

| スタブアイコン | サブスタブ | この項目は、まだ閲覧者の調べものの参照としては役立たない、鉄道に関連した書きかけの項目です。この項目を加筆・訂正などしてくださる協力者を求めています（P:鉄道/PJ:鉄道）。 |